# Pierrecourt (Seine-Maritime)
Pierrecourt település Franciaországban, Seine-Maritime megyében. Lakosainak száma 475 fő (2022. január 1.). Pierrecourt Blangy-sur-Bresle, Campneuseville, Nesle-Normandeuse és Réalcamp községekkel határos.

## Népesség
A település népességének változása:
| Lakosok száma | 477  | 471  | 480  | 476  | 477  | 478  | 479  | 478  | 475  |
|               | 2013 | 2015 | 2016 | 2017 | 2018 | 2019 | 2020 | 2021 | 2022 |